# Joe Pesci
Joseph Frank „Joe“ Pesci (* 9. února 1943) je americký herec, komik a hudebník.
V roce 1990 získal cenu Akademie Oscar za nejlepší vedlejší roli za roli psychopatického gangstera Tommyho DeVita ve filmu Mafiáni (The Goodfellas), deset let poté, co obdržel nominaci ve stejné kategorii za film Zuřící býk (Raging Bull). Zahrál si i povedeného zlodějíčka Harryho v sérii amerických komedií Sám doma.

## Filmografie
| Rok  | Název filmu                            | Role                   |
| ---- | -------------------------------------- | ---------------------- |
| 2023 | Day of the fight                       |                        |
| 2019 | Irčan                                  | Russell Bufalino       |
| 2015 | Savva: Srdce bojovníka                 | Král komárů            |
| 2010 | Hnízdo neřesti                         | Charlie Bontempo       |
| 2006 | Kauza CIA                              | Joseph Palmi           |
| 1998 | Smrtonosná zbraň 4                     | Leo Getz               |
| 1997 | Na rybách                              | Joe Waters             |
| 1997 | Osm hlav v cestovní tašce              | Tommy Spinelli         |
| 1995 | Casino                                 | Nicky Santoro          |
| 1994 | S vyznamenáním                         | Simon B. Wilder        |
| 1994 | Jimmy Hollywood                        | Jimmy Alto / Jericho   |
| 1993 | Příběh z Bronxu                        | Carmine                |
| 1992 | Sám doma 2: Ztracen v New Yorku        | Harry Lyme             |
| 1992 | Bdělé oko veřejnosti                   | Leon Bernzy Bernstein  |
| 1992 | Smrtonosná zbraň 3                     | Leo Getz               |
| 1992 | Můj bratranec Vinny                    | Vinny Gambini          |
| 1991 | JFK                                    | David Ferrie           |
| 1991 | Super                                  | Louie Kritski Jr.      |
| 1990 | Sám doma                               | Harry Lyme             |
| 1990 | Mafiáni                                | Tommy DeVito           |
| 1990 | Betsyina svatba                        | Oscar Henner           |
| 1990 | Hra s ohněm                            | Leo Carelli            |
| 1989 | Smrtonosná zbraň 2                     | Leo Getz               |
| 1988 | The Legendary Life of Ernest Hemingway | John Dos Passos        |
| 1988 | Moonwalker                             | Frankie "Mr.Big" Lideo |
| 1987 | Muž na mušce"                          | David Coolidge         |
| 1984 | Všichni za mříže                       | Corrado Parisi         |
| 1984 | Tenkrát v Americe                      | Franki Minaldi         |
| 1983 | Snadný zisk                            | Nicky Cerone           |
| 1983 | Eureka                                 | Mayakofsky             |
| 1982 | Dear Mr. Wonderful                     | Ruby Dennis            |
| 1982 | Tančím, jak nejrychleji dovedu         | Roger                  |
| 1980 | Zuřící býk                             | Joey LaMotta           |
| 1976 | The Death Collector                    | Joe Salvino            |
| 1961 | Hey, Let's Twist!                      | Tanečník               |